# Kalijev oksid
Kalijev oksid je anorganska spojina s formulo K2O. Oksid je bledo rumena trdnina, ki je zaradi velike reaktivnosti slabo obstojna. Vsebnost kalija v nekaterih snoveh, na primer v umetnih gnojilih, se pogosto izraža v ekvivalentih K2O.

## Sinteza
Kalijev oksid se pripravlja z reakcijo kalija s kisikom. V reakciji nastane najprej kalijev peroksid (K2O2), ki reagira s kalijem in se pretvori v oksid:

2K + O2 → K2O2
K2O2 + 2K → 2K2O
Druga, bolj prikladna, je sinteza s segrevanjem kalijevega nitrata s kovinskim kalijem:
2KNO3 + 10K → 6K2O + N2
Kalijev hidroksid se ne da dehidrirati v kalijev oksid, lahko pa reagira z raztaljenim kalijem, pri čemer nastaneta kalijev oksid in vodik:
2KOH + 2K → 2K2O + H2

## Lastnosti in reakcije
Kalijev oksid kristalizira a antifluoritni kubični strukturi, se pravi da so položaji anionov in kationov ravno obratni kot v kalcijevem fluoridu: kalijevi ioni so koordinirani s štirimi oksidnimi ioni, oksidni ioni pa z osmimi kalijevimi ioni.
K2O je bazičen oksid in burno reagira z vodo v kalijev hidroksid. Je higroskopen in živahno reagira tudi z vlago iz zraka.

## Uporaba
Kemijska formula K2O (ali enostavneje K) se uporablja v več kontekstih: kot N-P-K v umetnih gnojilih in kot K v industriji cementa in stekla. V teh proizvodih v resnici ni prisoten K2O, ker ni obstojen, ampak kakšna druga kalijeva spojina, na primer kalijev karbonat. Razlog za takšno izražanje  vsebnosti je različna vsebnost kalija v njegovih spojinah: v K2O ga je 83 %, v KCl pa samo 52 %. Če umetno gnojilo vsebuje 30 % KCl, je standardna vsebnost kalija, izraženega s kalijevim oksidom, enaka 18,8 %.